# Hačava
Hačava est un village de Slovaquie situé dans la région de Košice.

## Histoire
La première mention écrite du village date de 1409.
La localité fut annexée par la Hongrie après le premier arbitrage de Vienne le 2 novembre 1938. En 1938, on comptait 785 habitants. Elle faisait partie du district de Turňa nad Bodvou (hongrois : Tornai járás). Durant la période 1938 - 1945, le nom hongrois Ájfalucska était d'usage. À la libération, la commune a été réintégrée dans la Tchécoslovaquie reconstituée.

## Démographie

### Évolution de la population
| Année:               | 1994. | 2004.   | 2014.   | 2024.    |
| -------------------- | ----- | ------- | ------- | -------- |
| Nombre de personnes: | 216   | 229     | 228     | 184      |
| Différence:          |       | +6,01 % | -0,43 % | -19,29 % |

| Année:               | 2023. | 2024.   |
| -------------------- | ----- | ------- |
| Nombre de personnes: | 187   | 184     |
| Différence:          |       | -1,60 % |